# 2009年8月澳门

## 8月30日
- 約150輛摩托車慢駛遊行，抗議政府在泊車位不足情況下，強硬執行《道路交通法》。澳門電台（页面存档备份，存于）

## 8月28日
- 政府表示，上半年招標的工程有66項，涉及金額逾11億，創造4,600個就業職位，其中56項已經動工。澳門電台（页面存档备份，存于）
- 南光集團成立60周年舉行慶祝酒會。澳門電台（页面存档备份，存于）
- 甲型H1N1流感的確診個案達834宗。明報即時新聞（页面存档备份，存于）

## 8月27日
- 政府清遷路環黑沙村一幅紗紙契地。澳門電台（页面存档备份，存于）

## 8月26日
- 青洲坊第四地段最後兩家房屋的其中一間完成拆除。澳門電台（页面存档备份，存于）

## 8月25日
- 勞工局推出08至09年度高等院校畢業生內地實習計劃，預計提供約1000個實習職位。澳門電台（页面存档备份，存于）

- 甲型H1N1流感的確診個案達707宗。澳門電台（页面存档备份，存于）

## 8月24日
- 珠海市政協副主席、橫琴新區負責人劉佳表示，橫琴澳門大學新校區的土地徵收工作已經按計劃如期完成。澳門電台（页面存档备份，存于）
- 行政暨公職局朱偉幹回覆議員陳明金的書面質詢時表示擔任兩個或兩個以上諮詢組織委員職務的委員103人，其中屬社會人士為68人。澳門電台（页面存档备份，存于）

## 8月23日
- 甲型H1N1流感的確診個案突破600宗。澳門電台（页面存档备份，存于）

## 8月21日
- 當局公佈上半年共批出1,358宗投資居留個案，當中包括之前以購買不動產方式的居留申請佔1,185宗。澳門電台（页面存档备份，存于）

## 8月20日
- 新澳門學社向身為澳門基金會信託委員會主席的行政長官遞信，指控基金會支助街總的刊物進行偷步宣傳，為行政違法，並教唆及鼓動他人實施違法行為。澳門電台（页面存档备份，存于）

## 8月18日
- 前立法議員、消費者委員會前執委會主席何思謙被證實前天在珠海市自殺身亡。澳門電台（页面存档备份，存于）

- 甲型H1N1流感的確診個案達457宗，並出現首宗危殆病例。澳門電台（页面存档备份，存于）

## 8月16日
- 庇護十二托兒所廿一名幼童及五名家長感染甲型H1N1流感，是澳門目前最大型的集體爆發。澳門電台（页面存档备份，存于）

## 8月14日
- 8月14日，新聞局召開記者會，指「澳門特別行政區成立十周年成就展」的服務批給「絕對合法」。會展業亦認為局方決定「合理」。澳門日報澳門日報[]

## 8月11日
- 立法會通過決議案，延長會期至十月十五日，以審議《外勞法》。澳門電台（页面存档备份，存于）
- 甲型H1N1流感確診個案達三百宗。澳門電台（页面存档备份，存于）

## 8月10日
- 國務院總理溫家寶任命崔世安為澳門特區第三屆行政長官。新浪

## 8月8日
- 經濟財政司司長譚伯源表示，政府未有考慮調整博彩稅率，亦無時間表會作實質性研究。澳門日報

## 8月7日
- 世界女排大獎賽澳門站揭幕。澳門電台（页面存档备份，存于）
- 衛生局宣佈明日開始當局公佈的甲型流感數字，不會再區分本地或輸入性病例。澳門電台（页面存档备份，存于）

- 新澳門學社向行政長官遞信，質疑其未有提供合理理由直接批出價值3200萬元的展覽合約。澳門電台（页面存档备份，存于）

## 8月6日
- 在第一常設委員會無法達成共識後，行政長官何厚鏵致函立法會主席曹其真，撤回《刑事歸責年齡制度》法案。曹表示接受。華僑報（页面存档备份，存于）

## 8月4日
- 新聞局發出聲明，指「澳門特別行政區成立十周年成就展」的服務批給「依法進行」。新聞局（页面存档备份，存于）
- 強烈熱帶風暴天鵝吹襲澳門：
  - 氣象局於上午11時發出三號風球。澳廣視（页面存档备份，存于）
  - 氣象局於下午7時發出八號東北風球，為今年首個八號風球。澳廣視（页面存档备份，存于）
- 立法會全體會議細則性通過《預防及遏止私營部門賄賂》法案。澳門電台（页面存档备份，存于）

## 8月3日
- 終審法院發出公告，宣佈崔世安當選行政長官。澳門政府公報（页面存档备份，存于）
- 鏡湖醫院的霍英東專科醫療大樓正式投入服務。澳門電台（页面存档备份，存于）

## 8月2日
- 前身是金域酒店的澳門蘭桂坊酒店開幕。澳門電台（页面存档备份，存于）

- 本澳新增10宗甲型H1N1流感確診個案，累計增至204宗。澳門電台（页面存档备份，存于）